# 崔京周
崔 京周（チェ・キョンジュ、최경주, Choi Kyung-ju, 1970年5月19日 - ）は、韓国・全羅南道莞島郡出身のプロゴルファーである。アメリカPGAツアーでは“K. J. Choi”という略称でよく知られる。韓国男子プロゴルファーとして、初めてPGAツアーのトップレベルへ躍進した選手になり、これまでにアメリカツアーで8勝、国際試合で6勝を挙げている。世界ランキング自己最高位は5位（2008年3月）。敬虔なクリスチャンである。

## 経歴・人物
崔は莞島郡で米農家の家庭に生まれ、少年時代は重量挙げ選手を志していた。重量挙げを続けるための上半身の筋肉が十分につかなかったことから、通っていた高校の教師の勧めにより、16歳でゴルフに転向する。1994年に24歳でプロ入りし、1996年に「韓国オープン」でプロ初優勝。1999年、彼は日本ゴルフツアー大会の「宇部興産オープンゴルフトーナメント」（2001年に廃止）と「キリンオープンゴルフ選手権競技」で2勝を挙げた。同年11月、アメリカツアーの「クオリファイイング・スクール」（シード権取得のための資格試験）に8位で合格し、韓国の男子プロゴルファーとして最初のPGAツアーメンバーになった。
PGAツアーにデビューした2000年は出場30大会のうち14大会で予選落ちし、賞金ランキング134位であったため、シード権確保の条件である125位以内に届かず、再び年末のクオリファイイング・スクールを受験する。2001年度の年間賞金ランキングでは65位に入った。2002年、彼は5月の「コンパック・クラシック・オブ・ニューオーリンズ」と9月の「タンパベイ・クラシック」で優勝し、韓国出身の男子プロゴルファーとして最初のPGAツアー優勝者になった。2004年のマスターズで、崔は韓国男子選手として史上初の3位入賞を成し遂げた。彼のスコアは 6 アンダーパー（-6, 282ストローク）で、優勝したフィル・ミケルソンとは3打差の単独3位であった。この年は全米プロゴルフ選手権で6位に入賞した。
2005年10月、「クライスラー・クラシック・オブ・グリーンズボロ」で3年ぶりのツアー3勝目を果たし、2006年の同大会で2連覇を達成。2007年、彼は6月の「メモリアル・トーナメント」と7月の「AT&Tナショナル」で優勝した後、この年から発足したフェデックスカップ・プレーオフ第1戦の「ザ・バークレイズ」で2位に入り、初めて世界ランキング8位に入った。これにより、彼は韓国男子選手として最初の世界ランキングトップ10入りも成し遂げた。 2008年ソニーオープン・イン・ハワイで優勝し、3月9日付で世界ランキング自己最高位の5位に達した。

## ツアー優勝歴

### PGAツアー
| No. | Date        | Tournament                                     | 優勝スコア      | To par | 2位との差 | 2位（タイ）                     |
| --- | ----------- | ---------------------------------------------- | --------------- | ------ | --------- | ------------------------------- |
| 1   | 5 May 2002  | コンパック・クラシック                         | 68-65-71-67=271 | −17    | 4 strokes | Dudley Hart, ジェフ・オギルビー |
| 2   | 22 Sep 2002 | タンパベイ・クラシック                         | 63-68-68-68=267 | −17    | 7 strokes | グレン・デイ                    |
| 3   | 2 Oct 2005  | クライスラー・クラシック・オブ・グリーンズボロ | 64-69-67-66=266 | −22    | 2 strokes | 丸山茂樹                        |
| 4   | 29 Oct 2006 | クライスラー選手権                             | 68-66-70-67=271 | −13    | 4 strokes | Paul Goydos, Brett Wetterich    |
| 5   | 3 Jun 2007  | メモリアル・トーナメント                       | 69-70-67-65=271 | −17    | 1 stroke  | ライアン・ムーア                |
| 6   | 8 Jul 2007  | AT&Tナショナル                                 | 66-67-70-68=271 | −9     | 3 strokes | スティーブ・ストリッカー        |
| 7   | 13 Jan 2008 | ソニーオープン・イン・ハワイ                   | 64-65-66-71=266 | −14    | 3 strokes | ロリー・サバティーニ            |
| 8   | 15 May 2011 | ザ・プレーヤーズ選手権                         | 70-68-67-70=275 | −13    | Playoff   | デビッド・トムズ                |

### 欧州ツアー
- 2003年：ジャーマン・マスターズ

### その他
- 1996年：韓国オープン
- 1999年：キリンオープン、宇部興産オープン
- 2024年：SKテレコムオープン、全英シニアオープン